# George Romanes
George John Romanes (Kingston, 20 de maio de 1848 — Oxford, 23 de maio de 1894) foi um evolucionista and fisiologista canadense descentente de escoceses que forneceu a base ao que ele chamou de psicologia comparada, sugerindo semelhanças entre processos cognitivos e mecanismos biológicos entre humanos e outros animais.
Ele era o colaborador científico mais jovem de Charles Darwin, e sua visão sobre evolução tem importância histórica. Ele é considerado o inventor do termo neodarwinismo, que no final do século 19 era vista como uma teoria de evolução que postulava que a seleção natural era a mais importante força evolutiva. Contudo, Samuel Butler usou este termo com significado semelhante em 1880. A morte prematura de Romanes foi uma grade perda à causa da biologia evolutiva na Grã-Bretanha. Depois de seis anos, o trabalho de Mendel foi redescoberto, e novos paradigmas se abriram ao debate.

## Infância
George Romanes nasceu em Kingston, Ontário, em 1848. Ele era o mais novo de três meninos em uma família da alta sociedade. Seu pai foi o reverendo George Romanes (1805–1871), um ministro presbiteriano escocês. Dois anos após seu nascimento, seus pais se mudaram ao prédio Cornwall Terrace em Londres, Reino Unido, o que levaria Romanes a uma relação prolífica e duradoura com Charles Darwin. Durante sua juventude, Romanes morou temporariamente na Alemanha e na Itália, se tornando fluente tanto em alemão quanto em italiano. Sua educação foi variada, tendo ocorrido parcialmente em escolas públicas, parcialmente em casa. Desde jovem ele desenvolveu paixão por poesia e por música, se tornando muito bom nestas áreas. Contudo, sua grande paixão era a ciência, o que fez o jovem Romanes a abandonar sua ambição de se tornar um clérigo como seu pai.

## Romanes sobre evolução
Romanes estudou evolução com frequência. Majoritariamente, ele apoiava o Darwinismo e o papel da seleção natural. Contudo, ele viu três problemas com a teoria de evolução de Darwin:
1. A diferença entre espécies naturais e variedades domesticadas no quesito de fertilidade. Este problema era particularmente importante à Darwin, que usava analogias às mudanças de animais domésticos com frequência.
2. Estruturas que serviam para distinguir espécies aliadas eram usadas sem significado utilitário. Taxonomistas escolhiam as mudanças mais visíveis e mais estáveis para identificar uma espécie, mas pode haver animais que possuem outras diferenças que, embora não sejam úteis aos taxonomistas, seja importante em termos de sobrevivência.
3. A imensa influência sobre os recém-descobertos processos de especiação ausentes de cruzamento interespecífico. Este problema deixava Darwin perplexo devido às suas ideias de herança mista. Foi resolvido com a redescoberta da genética mendeliana e o surgimento da síntese evolutiva moderna que mostrava que heranças discretas poderia estar relacionada a variações contínuas.

Romanes também apontou que Darwin não mostrou realmente como ocorria o processo de especiação, apesar do título de seu famoso livro (A Origem das Espécies). A seleção natural poderia influenciar fortemente o processo, porém ainda não era claro como uma espécie nova surgiria. A solução apresentada por Romanes para este problema foi chamada de 'seleção fisiológica'. Sua ideia era que a variação na habilidade reprodutiva, causada principalmente pela prevenção de cruzamento inter-específico, era a força primária que atuava na formação de novas espécies. A visão mais comum na época (e atualmente) é que separação geográfica é a força primária para separação de espécies (Especiação alopátrica), e em segundo lugar era o aumento de esterilidade no cruzamento entre espécies nascentes.
Por influência de Darwin, Romanes propunha tanto a seleção natural quanto a herança de características adquiridas. Esta última era negada por Alfred Russel Wallace, que acreditava apenas na seleção natural, gerando uma disputa entre ambos os cientistas sobre a definição de Darwinismo.